# União Transporte Interestadual de Luxo
A União Transporte Interestadual de Luxo S.A. ou simplesmente Util é uma transportadora rodoviária de passageiros do Brasil com sede na cidade de Juiz de Fora. Sua área de atuação compreende os estados de Goiás, Mato Grosso, Minas Gerais, Rio de Janeiro, São Paulo e o Distrito Federal.

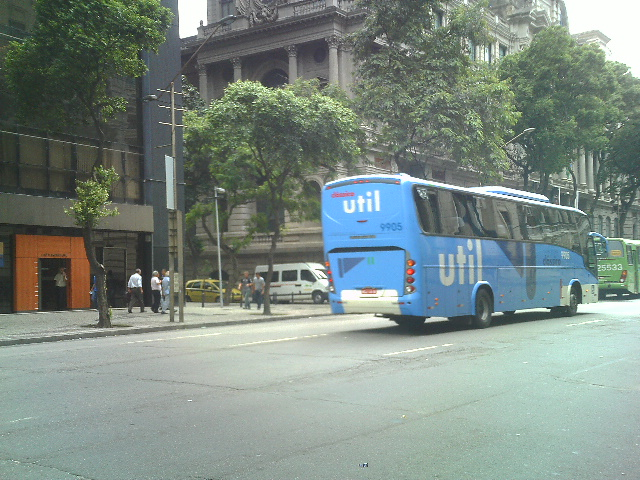
Ônibus da empresa circulando no Rio de Janeiro

Desde 2003, sob o controle acionário do Grupo Guanabara, que opera ainda as empresas Viação Normandy do Triângulo, Viação Sampaio (Rio de Janeiro), Brisa Ônibus (Juiz de Fora/MG), Real Expresso, Rápido Federal (Distrito Federal) e a Expresso Guanabara (Fortaleza), a UTIL vem investindo significativamente na renovação de frota. Integra atualmente o Consórcio Guanabara de Transportes ao lado da irmã de grupo Sampaio, otimizando e integrando suas operações nos trechos onde atua.
Uma característica marcante são as pinturas de seus ônibus, que estampam desde a imagem de um Aquário a adesivagens de animais, como a Onça e a Zebra.
Desde 2012 a UTIL vem investindo na renovação de sua frota de veículos, com aquisição de ônibus de 2 andares.
Em 2018, a empresa recebeu o prêmio International Transport Award, concedido pelo clube Global Trade Center pela qualidade, prestígio e liderança em sua área de atuação.
Em 2022, a empresa iniciou junto com as outras irmãs do grupo um processo gradual de unificação e integração das marcas que compõem o mesmo para as operações sob uma única marca que deve levar em cerca de dois anos.